# اسکادران ۱۰۹ اسرائیل
اسکادران ۱۰۹ اسرائیل (انگلیسی: 109 Squadron) گردان هوایی نیروی هوایی اسرائیل است، که با نام اسکادران ولی (انگلیسی: The Valley Squadron) نیز شناخته می‌شود. این اسکادران جنگنده‌های اف-۱۶ دی را در پایگاه هوایی رامات دیوید فرماندهی و کنترل می‌کند.
اسکادران ۱۰۹ در ژوئیه ۱۹۵۱ با چند فروند دی هاویلند موسکیتو، تأسیس شد. این اسکادران باسابقه‌ترین یگان جنگنده تهاجمی در نیروی هوایی اسرائیل است. اسکادران ۱۰۹ طی سال‌ها با پنج نوع مختلف جت جنگنده پرواز کرده و در حال حاضر هواپیماهای دو سرنشینه اف-۱۶ باراک را در اختیار دارد.